# Girlfight
Girlfight es una película de drama producida en 1999 y estrenada en el año 2000 protagonizado por Michelle Rodriguez. La historia se centra en Diana Guzmán, una adolescente con problemas que decide canalizar su agresión entrenando para convertirse en una boxeadora, a pesar del escepticismo tanto de su padre abusivo, como de los entrenadores en el deporte dominado por los varones. Girlfight fue la primera película de la escritora y directora Karyn Kusama, así como el papel que catapultó a Michelle Rodríguez. 
La película ganó el Premio del Director del Gran Premio del Jurado (empatado con Kenneth Lonergan Puedes contar conmigo) en el 2000 Sundance Film Festival. También ganó el Premio de la Juventud en el 2000 Festival de Cannes. Rodríguez también acumuló numerosos premios y nominaciones, incluyendo los principales galardones en calidad de la National Board of Review, el Festival de Cine de Deauville, Independent Spirit Awards, Gotham Awards, Las Vegas Film Critics Awards Sierra, y muchos otros. 

## Reparto
- Michelle Rodríguez como Diana Guzmán.
- Jaime Tirelli como Héctor Soto.
- Paul Calderon como Sandro Guzmán.
- Santiago Douglas como Adrian Sturges.
- Ray Santiago como Tiny Guzmán.
- Victor Sierra como Ray Cortez.
- Elisa Bocanegra como Marisol.
- Shannon Walker Williams como Verónica.
- Louis Guss como Don.
- Herb Lovelle como Cal.
- Thomas Barbour como Ira.
- John Halcomb como prisión de la Matrona.